# Cynoglossus melampetalus
Cynoglossus melampetalus es una especie de pez de la familia Cynoglossidae en el orden de los Pleuronectiformes.

## Distribución geográfica
Se encuentran en las  costas de la  China.